# Geist Károly
Geist Károly (Karel Geist, Pozsony, 1839. – Budapest, 1890. augusztus 9.) hírlapíró.

## Élete
Jómódú polgári családból származik, szülővárosában végezte a gimnáziumot; azután a bécsi Pazmaneum növendéke lett, de nem lépett a papi pályára, hanem gazdasági hivatalnok lett a Bánságban. Mintegy másfél évtizedet töltött itt, szorgalmasan áldozva irodalmi hajlamainak. 
1872-ben feljött a fővárosba s a Pester Lloyd szerkesztőségébe lépett; mint fordító s beszélyíró csakhamar ismertté tette nevét a hírlapirói világban; bár a magyar nyelvet németes kiejtéssel beszélte s egész életén át a német hírlapirás szolgálatában állott, a magyar újságírók közt általános rokonszenvnek örvendett. Élete végeig reporter volt, ki a reportnak egy nemét kultiválta előszeretettel: nem volt katolikus ünnepély, melyen ő meg ne jelent volna; katolikus társaságok nagy gyűlésein, ünnepi isteni tiszteleteken, papi jubileumokon mindig jelen volt. 
Meghalt 1890. augusztus 9-én Budapesten a vöröskereszt egylet Erzsébet kórházában.
Cikkei a Wochenblatt für Land- und Forstwirtschaftban (1873. Ueber Partial-Rodungen. 1874. Ein Beitrag zur Hebung der Landwirtschaft durch Volksbildung).
Sokat fordított az Ungarische Revuebe, de névtelenül.

## Munkái
- Die Strassentumulte in Pressburg. Bpest, 1882
- Deutsch-Ungarisches. Erzählungen Stuttgart, 1890
- Die Krankheiten des Geldes. Erzählungen von Moritz Jókai. Deutsch von... Pest, 1883